# Nyssocarinus
Nyssocarinus es un género de escarabajos longicornios de la tribu Acanthocinini.

## Especies
- Nyssocarinus bondari (Melzer, 1927)
- Nyssocarinus humeralis Monné, 1985
- Nyssocarinus vittatus Gilmour, 1960